# ブーツフェティシズム

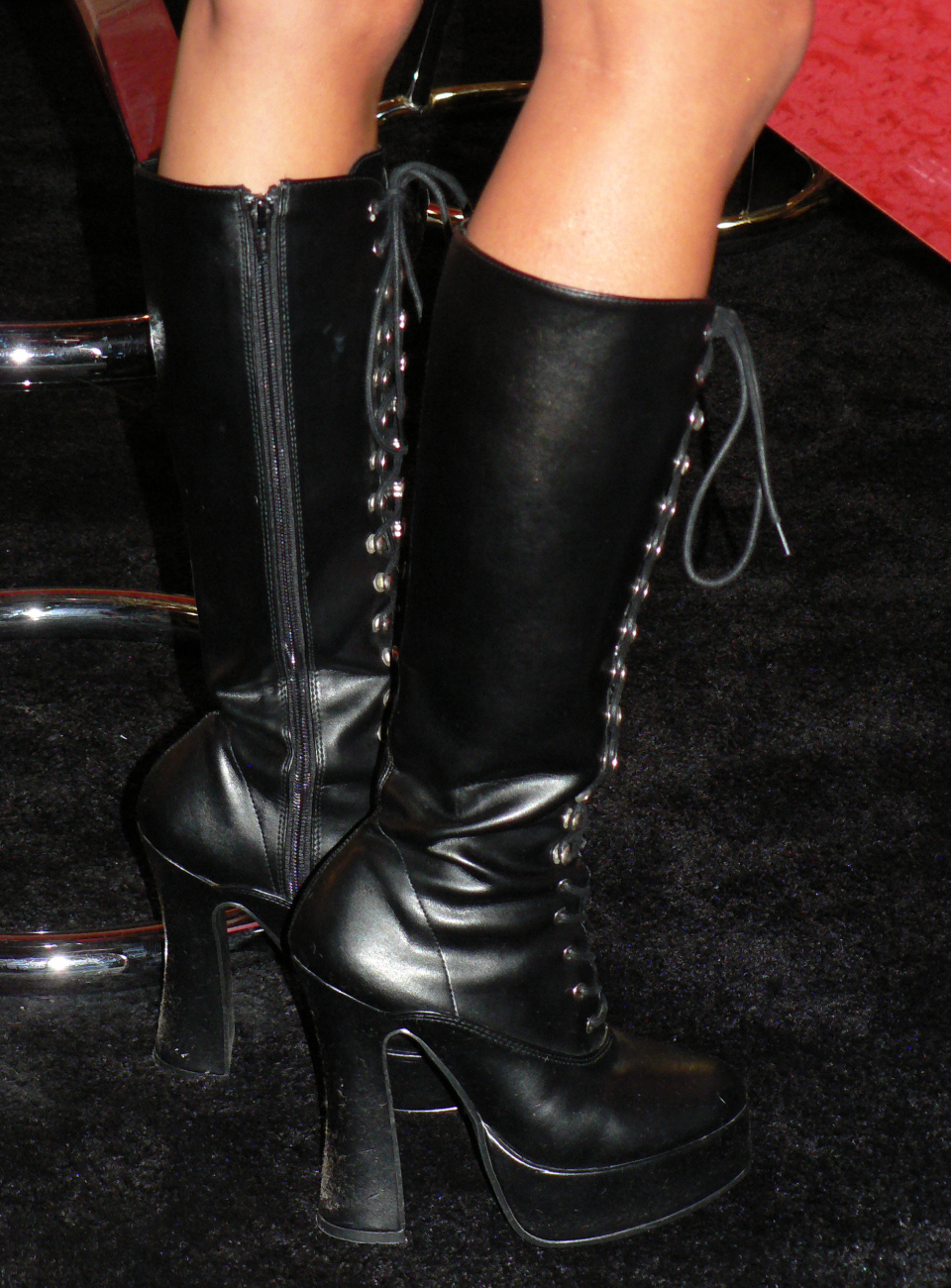
ふくらはぎ丈の編み上げ厚底ブーツ。装着方法などもフェティシズムの視点から捉えられるものもある。

ブーツフェティシズム（Boots fetishism）とは、異性のブーツ姿、もしくはブーツそのものに性的興奮をおぼえる性的フェティシズムを指す。「ブーツフェチ」と日本語では略される事がある。

## 概要
ブーツという特定の履物の名を冠しているが、靴フェティシズムの一種である。主に女性が履くブーツに対するフェティシズムのために男性に多く見られる。嗜好の傾向によって他のフェティシズムと関連することが多い。また、女性が着用した際のフィット感（ほどよい拘束感）やSMプレイの女王様的感覚を得たい場合はサディズム、マゾヒズムと関連する。そのためブーツフェティシズムとして切り分けられる境界は曖昧である。服飾文化としてのブーツが存在しない地域（気温や湿度、降雨・降雪の有無、文化的背景など）と存在する地域では地域差がある。
女性誌（JJ・CanCam・ViVi等）のブーツ特集号は、ブーツフェティシストにフェティッシュな成人雑誌と同等に読まれることもある。

## 種類

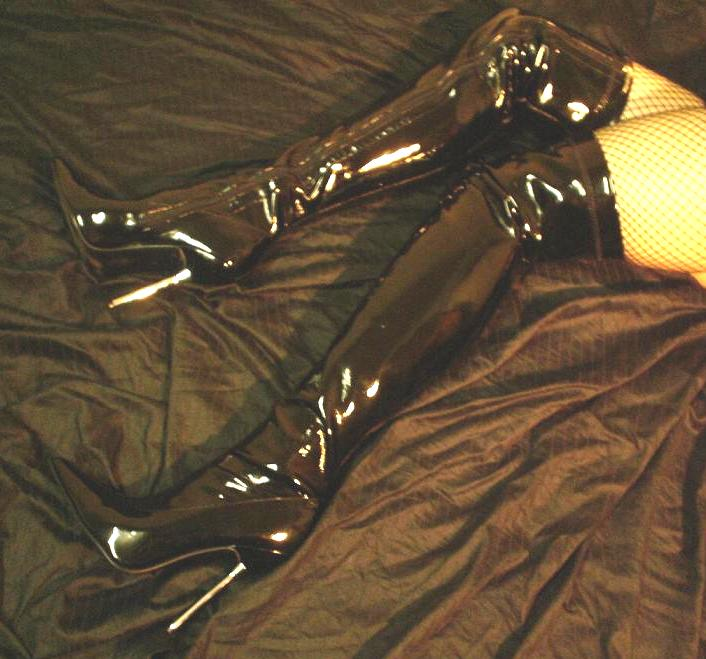
ニーハイ丈のエナメル（patent leather／patent PU）ブーツ。長さや光沢感などでフェティシズムの感じ方は細分化される。

もともとブーツには固有の特徴がある。脚（足）を包み込み脚線美を際立たせること、長時間の着用で蒸れること、着用の際に締め付けることで脚（足）にフィットすることなどである。こうした特徴は通常の靴にも見られるがブーツはそれが極端に強調されるために別ものと認知されやすい。またそうした特徴の個々に対し視覚・嗅覚・触覚などで固着が見られるために、愛好者内で細分化される傾向にある。
- 形状に対する嗜好

ブーツにはさまざまな形状がある。くるぶしより上、ふくらはぎ中ほどのショート、膝下のノーマルなブーツ、膝までのロング、膝上のニーハイと、まず長さで大別される。ソール（足底）の形状も異なり、ハイヒール状のもの、ソールも踵も分厚いもの（厚底系）、踵の低い乗馬靴のようなもの（乗馬系）が主である。また薄い素材により脚にフィットし足首が細く見えるもの（美脚系）、芯材が入っており脱着が容易で太さが変わらないもの（ゴム長靴系）とに大まかに分けられる。これは愛好者から見た傾向の分類であり、靴業界やファッション業界の用語・分類とは多少異なる。ロングブーツでも膝下か膝上か、内側zip（ファスナー）かzip無しを好むかの違い、長靴の長さもセミロング（サイズより丈がやや長め）か膝下（乗馬靴タイプ）までのロングが良いか、飾り（紐、ベルト、ブローチ等）の有無など個人による嗜好も種々である。
- 素材・光沢に対する嗜好

獣皮であるレザー・スウェードは特有の匂いがあり柔らかい。本革素材のエナメル仕上げ（パテントレザー）や合成皮革素材であるのエナメル仕上げ（パテントPU）やPVCは光沢が美しく、自由なデザインが可能であり、また、天然ゴム素材ながらもお洒落なブーツも見受けられる。エナメルのレインブーツ・婦人用／少女用長靴フェチの人々には、エナメルが施された長靴のツルツル、ピカピカの表面に欲情を抱くケースがある。西洋ではwellygirl（長靴女・ゴム長娘）というジャンルがフェティシズムのカテゴリーとして成立している。
- 装着方法に対する嗜好

市販のブーツは取り扱いの容易さから、ファスナーやマジックテープのものが多い。またゴム長靴系としてそのまま履けるものも人気がある。一方で紐による編み上げやバングルなどの金属締め付け具を併用したボンデージファッション風のブーツはコスプレ的な側面があり、グラビアなどでは好まれる。他に、ブーツを履く動作や、舗道とブーツのヒールがたてる「コツコツ」という音、長靴で歩く時または長靴の表面同士が擦れ合った時の「キュッキュッ」という音に惹かれるなど嗜好の範囲は広い。
- 色に対する嗜好

ロングブーツにおいては黒や茶が主だが、音楽隊・バトンガール等の白いブーツを好む例もある。女性用長靴やエナメルレインブーツでは、赤・白・黄・ピンクといった（白を別にすると、他は普通のロングブーツでは楽しむことのできない）鮮やかな原色が魅力だと言う長靴フェチの人々も多い。
- 臭いに対する嗜好

長時間のブーツ着用で包み込まれて覆われていた足が蒸れて、爪先・足裏・踵等からの皮脂・汗・垢が常在雑菌の活動によって発生した悪臭（イソ吉草酸）がブーツ内部に残留するが、その臭いを好む性癖がある。恋人や妻、姉妹が寝静まった後にこっそり臭いを嗅ぐ者もいる。最近ではヤフーオークション等で臭くなったブーツが高額で取引されている。真夏の日中や数年間毎日、素足やストッキングで履いていたもの、足にピッタリフィットするストレッチ系やロング、ニーハイ系が人気が高く数万円で落札される場合もある。

## 誤解・誤用
- 一般的にブーツフェティシズムと言うと、フィット系のロングブーツや女王様のエナメルロングブーツを好む事と思われている。しかし、形状・素材・締付具は、個々にフェティシズムの違いがあり、総称して「ブーツフェティシズム」との表現が使われるが、実は細かい趣味嗜好に分かれているとされる。
- ブーツの膝上丈の形状を表す語として近年「ニーハイ」が使用されているが、これは実際には誤りであり、国際標準では「Over The Knee」（略称：OTK）が正しい用語である。逆にショート丈以上で概ね膝丈に近い長さ迄の物を表現する語としては「Knee High」が正しいが、実際にはファッション業界の先導により日本では「ニーハイ」=「膝上丈」という語が根付いてしまっているのが現状である。尚、太腿付近まで丈がある物は「Thigh High」（サイハイ）、脚の付け根付近まで完全に覆い尽くす物は「Crotch High」（クロッチハイ）と表現する事が正しい記載である。